# Universe (canção)
"Universe" foi o quinto single extraído do álbum de estreia da banda australiana Savage Garden.

## Lançamento
O single foi lançado no final de 1997, exclusivamente na Austrália e na Nova Zelândia. Na mesma época, estava sendo divulgado internacionalmente o single de "To The Moon & Back". O compacto chegou ao #26 do ARIA Singles Chart e a música foi #1 nas rádios australianas, em sua semana de lançamento. 
O single contém uma versão remix inédita da música, intitulada Future of Earthly Delites Mix, título da turnê australiana e da coletânea de remixes lançada posteriormente pela banda.

### CD Single
1. "Universe"
2. "Love Can Move You"
3. "This Side of Me"
4. "Universe" (Future of Earthly Delites Mix)

## Paradas
| Chart                   | Posição |
| ----------------------- | ------- |
| Australia Singles Chart | 26      |
| Nova Zelândia           | 25      |